# Playmate

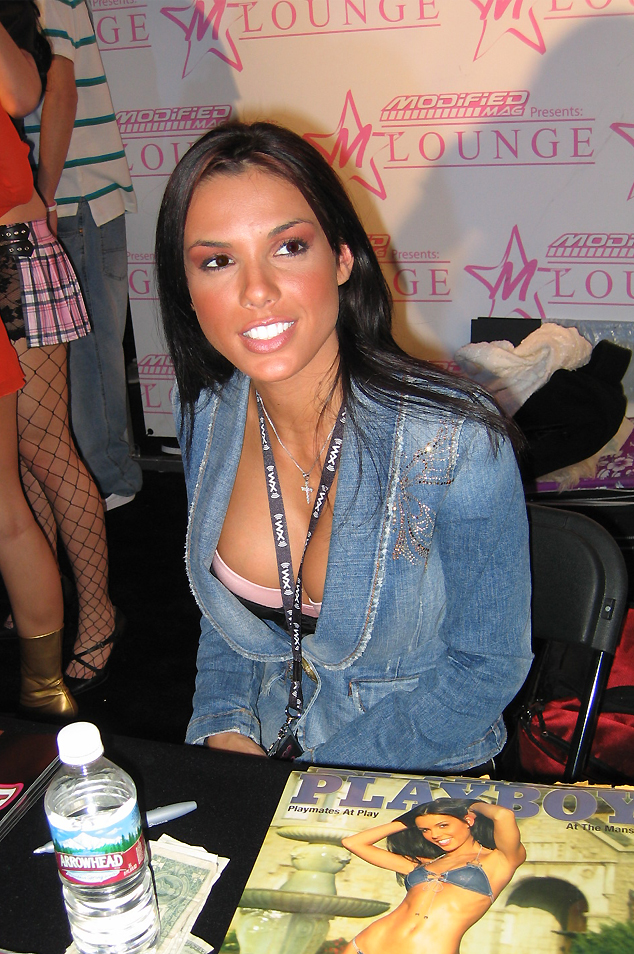
A playmate Carmella DeCesare, eleita em 2004 como Playmate do Ano, num encontro com os fãs.

Playmate é o termo dado para as modelos que ganham o pôster na página central da revista Playboy, como parte de um ensaio nu. Ao final de cada ano as doze "Playmate do mês" entram em uma eleição para escolher a Playmate do Ano, antes de em 2020 se optar por suspender essa votação. O termo não deve ser confundido com as Coelhinhas, que são as modelos fantasiadas em eventos da Playboy, apesar de várias coelhinhas terem conseguido ensaios nus como Playmates.

## A escolha
Às vezes a própria modelo envia a sua foto aos editores, mas há garotas que são descobertas por fotógrafos da Playboy, ou não, especializados em moda. Assim que essas são pré-selecionadas, vão para uma teste de fotogenia para ver quão próximo estão do perfil de uma playmate. Editores e Hugh Hefner examinam as fotos e delas Hef escolhe a playmate.

## Playmates
Margie Harrison, foi a primeira a ser nomeada a playmate do mês, em janeiro de 1954.
Em março de 1956 Marian Stafford estreou o primeiro pôster central da revista.
Em 1971 Liv Lindeland torna-se a primeira playmate a expor os pêlos púbicos na revista, somente depois 16 meses o feito ocorreu novamente. 
O pôster central da Playmate de Novembro de 1972, Lena Forsén, acabaria sendo usada um ano depois em um teste de escaneamento de imagens, e até hoje a imagem apelidada "Lenna" é popular no ramo de processamento digital de imagem.
A primeira a autografar a revista foi Jill De Vries apenas em outubro de 1975.
Em 1985, a revista deixa de ser grampeada, assim os posteres ficam destacáveis..
Margaret Scott e Janet Pilgrim foram as modelos que foram escolhidas mais vezes, com três. Mas Pamela Anderson seguiu ser Playmate em Fevereiro de 1990 com o maior número de capas da revista, conseguindo 12 capas.